# Saint Vincent és a Grenadine-szigetek az 1988. évi nyári olimpiai játékokon
Saint Vincent és a Grenadine-szigetek a dél-koreai Szöulban megrendezett 1988. évi nyári olimpiai játékok egyik részt vevő nemzete volt. Az országot az olimpián 2 sportágban 7 sportoló képviselte, akik érmet nem szereztek. Saint Vincent és a Grenadine-szigetek első alkalommal vett részt az olimpiai játékokon.

## Atlétika
Férfi
| Versenyző        | Versenyszám | Előfutam | Előfutam | Előfutam | Negyeddöntő | Negyeddöntő | Negyeddöntő | Elődöntő | Elődöntő | Elődöntő | Döntő   | Döntő    |
| Versenyző        | Versenyszám | Idő      | Hely.    | Össz.    | Idő         | Hely.       | Össz.       | Idő      | Hely.    | Össz.    | Idő     | Helyezés |
| ---------------- | ----------- | -------- | -------- | -------- | ----------- | ----------- | ----------- | -------- | -------- | -------- | ------- | -------- |
| André François   | 200 m       | 21,88    | 7.       | 50.*     | kiesett     | kiesett     | kiesett     | kiesett  | kiesett  | kiesett  | kiesett | kiesett  |
| Michael Williams | 400 m       | 51,22    | 7.       | 69.      | kiesett     | kiesett     | kiesett     | kiesett  | kiesett  | kiesett  | kiesett | kiesett  |
| Eversley Linley  | 800 m       | 1:51,71  | 6.       | 51.      | kiesett     | kiesett     | kiesett     | kiesett  | kiesett  | kiesett  | kiesett | kiesett  |

| Versenyző       | Versenyszám | Selejtező             | Selejtező             | Döntő    | Döntő    |
| Versenyző       | Versenyszám | Eredmény              | Helyezés              | Eredmény | Helyezés |
| --------------- | ----------- | --------------------- | --------------------- | -------- | -------- |
| Orde Ballantyne | Távolugrás  | érvényes ugrás nélkül | érvényes ugrás nélkül | kiesett  | kiesett  |
| Lennox Adams    | Hármasugrás | 14,73 m               | 38.                   | kiesett  | kiesett  |

Női
| Versenyző       | Versenyszám | Előfutam         | Előfutam         | Előfutam         | Negyeddöntő | Negyeddöntő | Negyeddöntő | Elődöntő | Elődöntő | Elődöntő | Döntő   | Döntő    |
| Versenyző       | Versenyszám | Idő              | Hely.            | Össz.            | Idő         | Hely.       | Össz.       | Idő      | Hely.    | Össz.    | Idő     | Helyezés |
| --------------- | ----------- | ---------------- | ---------------- | ---------------- | ----------- | ----------- | ----------- | -------- | -------- | -------- | ------- | -------- |
| Michele Johnson | 100 m gát   | nem állt rajthoz | nem állt rajthoz | nem állt rajthoz | kiesett     | kiesett     | kiesett     | kiesett  | kiesett  | kiesett  | kiesett | kiesett  |

| Versenyző       | Versenyszám | Selejtező | Selejtező | Döntő    | Döntő    |
| Versenyző       | Versenyszám | Eredmény  | Helyezés  | Eredmény | Helyezés |
| --------------- | ----------- | --------- | --------- | -------- | -------- |
| Jacqueline Ross | Távolugrás  | 550 cm    | 26.       | kiesett  | kiesett  |

* - egy másik versenyzővel azonos eredményt ért el

## Ökölvívás
| Versenyző     | Versenyszám  | 32-es főtábla                          | Nyolcaddöntő      | Negyeddöntő       | Elődöntő          | Döntő             | Helyezés |
| Versenyző     | Versenyszám  | Ellenfél Eredmény                      | Ellenfél Eredmény | Ellenfél Eredmény | Ellenfél Eredmény | Ellenfél Eredmény | Helyezés |
| ------------- | ------------ | -------------------------------------- | ----------------- | ----------------- | ----------------- | ----------------- | -------- |
| Hudson Nanton | Félnehézsúly | Ahmed El-Nagar (EGY) · mérkőzés nélkül | kiesett           | kiesett           | kiesett           | kiesett           | 17.      |